# Бургос, Хулия де
Хулия де Бургос (исп. Julia de Burgos; 17 февраля 1914, Каролина, Пуэрто-Рико — 6 июля 1953, Нью-Йорк) — пуэрто-риканская поэтесса и журналистка, педагог, путешественница. Наряду с Габриелой Мистраль и Альфонсиной Сторни, причисляется к крупнейшим поэтессам Латинской Америки.

## Биография
Родилась в бедной, многодетной семье, единственной из 13 детей получила высшее образование, окончила университет Пуэрто-Рико. Работала учительницей в провинциальном городке, писала для радио. В 1936 стала членом Национальной партии Пуэрто-Рико, боровшейся за независимость страны. Путешествовала, была на Кубе и в Нью-Йорке. Дважды выходила замуж, оба брака закончились разрывом. В 1940, расставшись со вторым мужем, вернулась в Нью-Йорк, занималась журналистикой. Впала в глубокую депрессию, стала пить, думала о самоубийстве. В 1946 у неё был диагностирован цирроз печени. 28 июня 1953 от неё пришло последнее письмо родным, в июле она исчезла. Была найдена без сознания на нью-йоркском тротуаре и скончалась в больнице Гарлема от воспаления легких. Её тело не было опознано, её похоронили за счёт города под вымышленным именем. Позже её могила была найдена друзьями, останки перевезли в  Пуэрто-Рико и торжественно захоронили в родном городе поэтессы.

## Творчество
Хулия де Бургос — автор трех стихотворных сборников, последний из которых вышел уже после её смерти. В наследии поэтессы есть стихи, написанные по-английски. Среди повлиявших на неё авторов поэтесса называла Пабло Неруду и Рафаэля Альберти.

## Посмертные издания
- Obra poética (1961)
- Antología Poética (1967)
- Canción de la verdad sencilla (1982)
- Poema en veinte surcos (1982)
- Obra poética (2004)

## Признание
Полное собрание её стихотворений издано на английском и французском языках. Музыку на её стихи писал Леонард Бернстайн (см.:  (недоступная ссылка)). В 1987 университет Пуэрто-Рико присвоил Хулии де Бургос звание почетного доктора филологии и гуманитарных наук. Её именем назван столичный Музей науки и искусства, Дом защиты женщин от семейного насилия. В Нью-Йорке на Манхэттене действуют Латиноамериканский центр и Художественный центр имени Хулии де Бургос (см.: ), в Филадельфии – Семейный центр Хулии де Бургос (см.: ). В парке имени Хулии де Бургос в Каролине воздвигнут бюст поэтессы. О ней снято несколько документальных фильмов.